# Hela (província)

Localização da província de Hela em Papua Nova Guiné.

Hela é uma província de Papua Nova Guiné. A capital da província é Tari. A província abrange uma área de 10 498 km², e conta com uma população de 249 449 habitantes (censo de 2011). A província de Hela foi criada oficialmente em 17 de maio de 2012, compreendendo três distritos que anteriormente faziam parte da província de Terras Altas do Sul.